# Alan Hale Jr.
Alan Hale, Jr. (Los Angeles, Califórnia, 8 de março de 1921 – 2 de janeiro de 1990) foi um ator estadunidense de cinema, teatro e televisão.
Filho do também ator Alan Hale, Sr., é mais conhecido por seu papel de "Capitão" no sitcom A Ilha dos Birutas. A série foi ao ar pela rede de TV americana CBS entre 1964 e 1967 mas, mesmo após seu cancelamento, a série continuou bastante popular. Hale repetiu o papel em três filmes para a TV e duas séries spin-off em desenho animado. Ao longo de 55 anos de carreira, Hale representou mais de 200 papéis em filmes e séries.
Hale foi casado duas vezes e teve quatro filhos. Ele morreu em 1990.

## Início de vida
Hale nasceu Alan Hale MacKahan em Los Angeles em 8 de março de 1921. Seu pai era Rufus Edward McKahan, também um famoso ator que atuou com o nome de Alan Hale, Sr. (1892–1950), e sua mãe foi a atriz do cinema mudo Gretchen Hartman (1897-1979). Aparecendo em mais de 235 filmes, seu pai teve uma carreira bem sucedida, tanto como protagonista no cinema mudo ou como um ator coadjuvante em filmes sonoros.
Durante a Segunda Guerra Mundial, Hale Jr. alistou-se na Guarda Costeira dos Estados Unidos. Após a morte de seu pai em 1950, Hale abandonou o "Junior" de seu nome passando a atuar como Alan Hale.

## Carreira

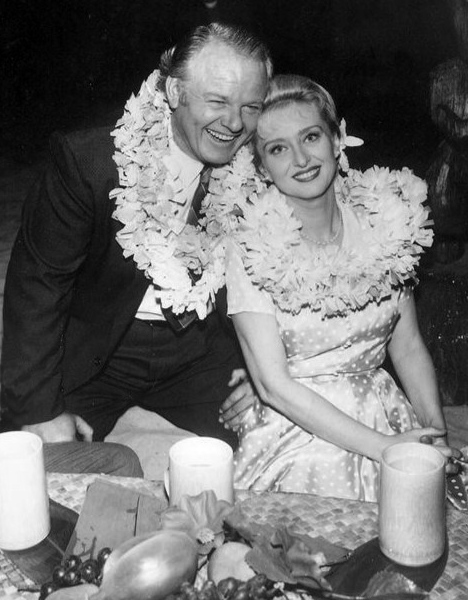
Hale Jr. e Celeste Holm na série de TV Follow the Sun (1961)

Em 1931, Hale fez sua estreia no teatro da Broadway em Caught Wet. A peça estreou em 4 de novembro e encerrou-se no final do mês. Ele fez sua estreia no cinema dois anos depois em Wild Boys of the Road. Entretanto, sua parte foi excluída da versão final do filme, apesar dele ainda ter recebido créditos na tela. Depois teve papéis em To the Shores of Tripoli (1942), Yanks Ahoy (1943), Sweetheart of Sigma Chi (1946) e When Willie Comes Marching Home (1950). Durante a década de 1940 e início da década de 1950, apareceu frequentemente em filmes de Gene Autry e também teve papel recorrente em The Gene Autry Show. Em 1952, Hale conseguiu o papel de protagonista na série da CBS Biff Baker, U.S.A., que foi cancelada em 1954.
Hale continuou sua carreira com participações ocasionais em The Range Rider (cinco vezes), Annie Oakley, Fireside Theater, Frontier, Matinee Theater,  Fury, Northwest Passage e The Man from Blackhawk (como Miles Mackenzie no episódio de 1960 "The $100,000 Policy"). Também teve papéis em The Gunfighter (1950), Silver Lode (1954), The Sea Chase (1955), The Three Outlaws (1956), The True Story of Jesse James (1957) e Up Periscope (1959).
Em 1957, Hale teve outro papel de protagonista, agora na série Casey Jones, que teve 32 episódios antes de ser cancelada em 1958. Deste ano até 1960, esteve na série western da CBS The Texan. Ao longo da década de 1960, continuou atuando como ator convidado em episódios de Gunsmoke, Rawhide, The Real McCoys, Mister Ed, Assignment: Underwater, Hawaiian Eye, Adventures in Paradise, Lock Up, The Andy Griffith Show, Lassie, Tales of Wells Fargo, Route 66 e Hazel. Foi destaque em dois episódios de Perry Mason, primeiro como o assassino Lon Snyder no episódio de 1961 "The Case of the Unwelcome Bride", e depois em 1963 como Nelson Barclift em "The Case of the Bouncing Boomerang". A atriz Diana Millay também apareceu em ambos.
Além das inúmeras participações especiais na televisão, Hale foi conhecido também por seus papéis coadjuvantes em filmes, como o personagem Whitey em "It Happened on 5th Avenue" (1947), como o filho de Porthos na sequência de "Three Musketeers", "At Swords Point", em The Long Rope (1961) com Hugh Marlowe, Bullet for a Badman (1964) com Audie Murphy, Advance to the Rear (1964) estrelado por Glenn Ford, e como Matt Stone em Hang 'Em High (1968) estrelado por Clint Eastwood.

### Gilligan's Island (A Ilha dos Birutas)
Em 1964, Hale conquistou o papel de Skipper no sitcom A Ilha dos Birutas. A série foi ao ar em um total de 98 episódios entre 1964 e 1967. O papel provou ser o mais proeminente na carreira de Hale, tanto que o show continuou a ser popular para as gerações posteriores de telespectadores devido a reprises. A popularidade da atuação dos atores tornou difícil para eles prosseguirem com êxito as oportunidades de atuação diversificadas. Eles não receberam pagamentos residuais substanciais para seus trabalhos, e a dificuldade em encontrar papéis muitas vezes criava dificuldades financeiras e ressentimento. No entanto, Hale não se importou de ser tão estreitamente identificado com Skipper. De acordo com Sherwood Schwartz, criador da série, ele várias vezes visitou hospitais vestido como o personagem.
Hale repetiu o papel de Skipper em três filmems para a televisão: Rescue from Gilligan's Island (1978), The Castaways on Gilligan's Island (1979) e The Harlem Globetrotters on Gilligan's Island (1981). Ele também fez a dublagem em duas versões da série em desenho animado: The New Adventures of Gilligan, entre 1974 e 1977, e Gilligan's Planet, de 1982 a 1983. Também apareceu como Skipper em duas séries não relacionadas: The New Gidget (1987) e ALF (1989). Promoveu ainda as reprises de A Ilha dos Birutas no canal TBS, ao lado de Bob Denver. Os dois também apareceram como seus personagens em diversos eventos promocionais.

### Anos posteriores
Após o fim de A Ilha dos Birutas, Hale continuou sua carreira na televisão. Coestrelou diversas séries, incluindo The Wild Wild West, Here Come the Brides, Land of the Giants, The Virginian, Marcus Welby, M.D., The Paul Lynde Show, The Love Boat e Crazy Like a Fox.
Hale também teve diversos papéis no cinema entre as décadas de 60 e 70. Durante os anos 70, estrelou The Giant Spider Invasion (1975) e Angels Revenge (1978), ambos os quais foram posteriormente apresentados em Mystery Science Theater 3000 (como foi seu filme de 1963 The Crawling Hand). Em 1983, Hale co-estrelou o drama cômico Hambone and Hillie, com Lillian Gish. No ano seguinte, teve um papel na comédia Johnny Dangerously e tornou-se porta-voz de uma concessionária de carros em Victoria, British Columbia. Em 1987, Hale estrelou Terror Night. Mais tarde, naquele mesmo ano, fez a sua aparição em último filme em uma participação especial com Bob Denver em Back to the Beach.

### Outros empreendimentos
Além de atuar, Hale também era co-proprietário do Alan Hale's Lobster Barrel, um restaurante que foi inaugurado em meados de 1970. Era localizado em La Cienega Boulevard, em Los Angeles. De acordo com o agente de Hale, ele teve uma "saída faseada" do negócio em 1982. Mais tarde, abriu o Alan Hale's Quality and Leisure Travel .

## Vida pessoal
Hale foi casado duas vezes; Seu primeiro casamento ocorreu em 12 de março de 1943, em Hollywood, com Bettina Doerr Hale, com quem teve quatro filhos: Alan Brian, Chris, Lana, and Dorian. O casal se divorciou posteriormente. Em 1964, casou-se com a ex-cantora Naomi Ingram, permanecendo juntos até a morte dele.

## Morte
Hale morreu em 2 de janeiro de 1990, de câncer no timo, no St. Vincent Medical Center, em Los Angeles. Seu corpo foi cremado e suas cinzas espalhadas no mar pela Neptune Society. O ator Dawn Wells esteve presente representando os membros sobreviventes do elenco de A Ilha dos Birutas.
Por sua contribuição à indústria da televisão, Alan Hale, Jr. possui uma estrela na Calçada da Fama de Hollywood, localizada no número 6653 da Hollywood Boulevard.

## Teatro
| Ano       | Produção               | Papel         |
| --------- | ---------------------- | ------------- |
| 1931      | Caught Wet             | Brewster      |
| 1934–1935 | Small Miracle          | George Nelson |
| 1935      | Ceiling Zero           | Tay Lawson    |
| 1937      | Red Harvest            | Private Breen |
| 1940      | The Scene of the Crime | Bob Hanley    |
| 1952      | Hook n' Ladder         | Mr. Gilkens   |

## Filmografia selecionada
| Ano  | Título                            | Papel                 | Notas         | PT                                     | BR                                                                  |
| ---- | --------------------------------- | --------------------- | ------------- | -------------------------------------- | ------------------------------------------------------------------- |
| 1933 | Wild Boys of the Road             | One of the Boys       | Não creditado |                                        | Idade Perigosa                                                      |
| 1941 | I Wanted Wings                    | Cadete                | Não creditado | Voo de Águias                          | Revoada das Águias                                                  |
| 1941 | Dive Bomber                       | Piloto em treinamento | Não creditado | O Bombardeiro                          | Demônios do Céu                                                     |
| 1941 | All-American Co-Ed                | Tiny                  |               | Raparigas à Solta                      | Pândegas Universitárias                                             |
| 1942 | To the Shores of Tripoli          | Tom Hall              |               | Tudo por Ela                           | Defensores da Bandeira                                              |
| 1942 | Eagle Squadron                    | Olsen                 |               | Os Comandos Desembarcam                | Esquadrão de Águias                                                 |
| 1942 | Rubber Racketeers                 | Red                   |               |                                        |                                                                     |
| 1943 | No Time for Love                  | Union Checker         | Não creditado | Não me Fales de Amor                   | Sem Tempo para Amar                                                 |
| 1943 | Watch on the Rhine                | Garoto                | Não creditado | Horas de Tormenta                      | Horas de Tormenta                                                   |
| 1946 | Monsieur Beaucaire                | Cortesão              | Não creditado | Monsieur Beaucaire                     | Monsieur Beaucaire                                                  |
| 1946 | Sweetheart of Sigma Chi           | Mike Mitchell         |               |                                        |                                                                     |
| 1947 | It Happened on Fifth Avenue       | Whitey Temple         |               | Aconteceu na Quinta Avenida            | Aconteceu na Quinta Avenida                                         |
| 1947 | The Spirit of West Point          | Lenhador de Oklahoma  |               |                                        |                                                                     |
| 1948 | Homecoming                        | Policial militar      | Não creditado | A Rival                                | O Amor que me Deste                                                 |
| 1948 | One Sunday Afternoon              | Marty                 |               | Recordações de Ontem                   |                                                                     |
| 1949 | It Happens Every Spring           | Schmidt               |               |                                        | Todas as Primaveiras                                                |
| 1949 | Rim of the Canyon                 | Matt Kimbrough        |               |                                        | Cidade Fantasma                                                     |
| 1950 | The Gunfighter                    | Irmão                 |               | O Aventureiro Romântico                | O Matador                                                           |
| 1950 | Kill the Umpire                   | Harry Shea            | Não creditado |                                        |                                                                     |
| 1950 | The Underworld Story              | Shaeffer              |               | A História de Todo o Mundo             | Sob o Manto da Intriga                                              |
| 1950 | The West Point Story              | Bull Gilbert          |               | Os Cadetes Divertem-se                 | Conquistando West Point                                             |
| 1951 | Home Town Story                   | Slim Haskins          |               |                                        | Em Cada Lar um Romance                                              |
| 1951 | Honeychile                        | Joe Boyd              |               |                                        |                                                                     |
| 1952 | The Big Trees                     | Tiny                  |               | Os Gigantes da Floresta                | Floresta Maldita                                                    |
| 1952 | Springfield Rifle                 | Mizzell               |               | Missão Secreta                         | Renegado Heróico                                                    |
| 1952 | At Sword's Point                  | Porthos Jr.           |               | Os Filhos dos Três Mosqueteiros        | Os Filhos dos Mosqueteiros                                          |
| 1952 | Wait till the Sun Shines, Nellie  | George Oliphant       |               | Cavalgada de Paixões                   | Cavalgada de Paixões                                                |
| 1953 | The Man Behind the Gun            | Cap. Olaf Swenson     |               |                                        | De Arma em Punho                                                    |
| 1953 | Captain John Smith and Pocahontas | Fleming               |               | Flechas de Fogo                        | Flechas Flamejantes                                                 |
| 1954 | Captain Kidd and the Slave Girl   | Jay Simpson           |               | Escrava da Traição                     | Capitão Kidd e a Escrava                                            |
| 1954 | Rogue Cop                         | Johnny Stark          |               | Pecado e Redenção                      | Pecado e Redenção                                                   |
| 1954 | Destry                            | Jack Larson           |               |                                        | Antro da Perdição                                                   |
| 1955 | The Sea Chase                     | Wentz                 |               | A Raposa dos Mares                     | Mares Violentos                                                     |
| 1955 | A Man Alone                       | Sheriff Jim Anderson  |               | O Homem Solitário                      | Um Homem Solitário                                                  |
| 1956 | The Indian Fighter                | Will Crabtree         |               | O Caçador de Índios                    | A Um Passo da Morte                                                 |
| 1956 | The Killer Is Loose               | Denny                 |               | Assassino à Solta Um Criminoso à Solta | O Assassino Anda Solto                                              |
| 1957 | Battle Hymns                      | Mess Sergeant         |               | Abnegação                              | Hino de uma Consciência                                             |
| 1957 | The True Story of Jesse James     | Cole Younger          |               | A Justiça de Jesse James               | Quem Foi Jesse James                                                |
| 1957 | All Mine to Give                  | Tom Cullen            |               | O Sol Nasce Amanhã                     | Em Cada Coração Uma Saudade Minha Herança ao Mundo (Título para TV) |
| 1958 | The Lady Takes a Flyer            | Frank Henshaw         |               |                                        | A Força do Amor                                                     |
| 1959 | Up Periscope                      | Lt. Pat Malone        |               | Inferno Debaixo de Água                | Periscópio a Vista                                                  |
| 1960 | Thunder in Carolina               | Buddy Schaeffer       |               |                                        |                                                                     |
| 1962 | The Iron Maiden                   | Paul Fisher           |               |                                        |                                                                     |
| 1963 | The Crawling Hand                 | Sheriff Townsend      |               |                                        |                                                                     |
| 1964 | Advance to the Rear               | Sgt. Beauregard Davis |               | Avançar para a Rectaguarda             | Avance para a Retaguarda                                            |
| 1964 | Bullet for a Badman               | Leach                 |               |                                        | Balas Para um Bandido                                               |
| 1968 | Hang 'Em High                     | Matt Stone            |               | A Marca da Forca                       | A Marca da Forca/Território sem Lei                                 |
| 1970 | There Was a Crooked Man...        | Tobaccy               |               | O Réptil                               | Ninho de Cobras                                                     |
| 1975 | The Giant Spider Invasion         | Sheriff               |               | A Invasão das Aranhas Gigantes         | A Invasão das Aranhas Gigantes                                      |
| 1979 | The North Avenue Irregulars       | Harry                 |               | As Malucas da Avenida                  |                                                                     |
| 1979 | Angels Revenge                    | Manny                 |               | 7 Mulheres de Ouro                     |                                                                     |
| 1979 | The Fifth Musketeer               | Porthos               |               | O Quinto Mosqueteiro                   | O Quinto Mosqueteiro                                                |
| 1984 | The Red Fury                      | Doc Kaminsky          |               |                                        | Fúria Vermelha                                                      |
| 1984 | Johnny Dangerously                | Desk Sergeant         |               | Os Gangsters Malandros                 | Johnny, o Gângster                                                  |
| 1987 | Terror Night                      | Jake Nelson           |               |                                        |                                                                     |
| 1987 | Back to the Beach                 | Bartender             |               | Praia de Sonho                         | De Volta à Praia De Volta à Praia dos Amores                        |

| Ano       | Título                                        | Papel                              | Notas                                                        |
| --------- | --------------------------------------------- | ---------------------------------- | ------------------------------------------------------------ |
| 1950–52   | The Gene Autry Show                           | Tiny – Sidekick                    | 9 episódios                                                  |
| 1953      | Man Against Crime                             | Lt. Olmstead                       | episódio: "Hide and Seek"                                    |
| 1952–54   | Biff Baker, U.S.A.                            | Biff Baker                         | 26 episódios                                                 |
| 1955      | The Public Defender                           | Sparky Albright                    | Segmento: "The Hitchhiker"                                   |
| 1955      | Stage 7                                       | Herb 'Bad News' Loftus             | episódio: "The Traveling Salesman"                           |
| 1955      | Navy Log                                      | Beartracks                         | episódio: "The Pollywog of Yosu"                             |
| 1956      | The Red Skelton Show                          | Muldoon                            | episódio: "Cookie Returns"                                   |
| 1956      | Screen Directors Playhouse                    | Bowen                              | episódio: "A Ticket for Thaddeus"                            |
| 1957      | The Millionaire                               | Bill "Buffalo" Walker              | episódio: "The Professor Amberson Adams Story"               |
| 1957      | The Alcoa Hour                                | Red Regan                          | episódio: "The Animal Kingdom"                               |
| 1957–1958 | Casey Jones                                   | Casey Jones                        | 32 episódios                                                 |
| 1958      | Northwest Passage                             | Sam Beal                           | episódio: "The Red Coat"                                     |
| 1958      | Wanted: Dead or Alive                         | Dan Poe                            | episódio: "Passing of Shawnee Bill"                          |
| 1958–60   | The Texan                                     | Sculley                            | 6 episódios                                                  |
| 1959      | Bat Masterson                                 | Bailey Harper                      | episódio: "A Personal Matter"                                |
| 1959      | Bonanza                                       | Swede Lundberg                     | episódio: "The Saga of Annie O'Toole"                        |
| 1960      | The Alaskans                                  | Hap Johnson                        | episódio: "Partners"                                         |
| 1960      | Shotgun Slade                                 | Sheriff Sloan                      | episódio: "Lost Gold"                                        |
| 1961      | The Jack Benny Program                        | McGuire                            | episódio: "Jack Goes to Gym"                                 |
| 1961      | Hawaiian Eye                                  | Big Mac McConnel                   | episódio: "Dragon Road"                                      |
| 1961      | Adventures in Paradise                        | Capitão Arthur Butcher             | 2 episódios, "Captain Butcher" e "The Serpent in the Garden" |
| 1961      | Gunsmoke                                      | Jake Higgins                       | episódio: "Minnie"                                           |
| 1962      | The Andy Griffith Show                        | Jeff Pruitt                        | episódio: "The Farmer Takes a Wife"                          |
| 1962      | Wagon Train                                   | Kirby                              | episódio: "The Lonnie Fallon Story"                          |
| 1962      | Follow the Sun                                | Charlie                            | episódio: "The Irresistible Miss Bullfinch"                  |
| 1963      | 77 Sunset Strip                               | Baxter                             | episódio: "Tarnished Idol"                                   |
| 1963      | Empire                                        | Fletcher                           | episódio: "The Convention"                                   |
| 1963      | The Lucy Show                                 | Instrutor da Academia de Bombeiros | episódio: " Lucy Puts Out a Fire at the Bank"                |
| 1964      | The New Phil Silvers Show                     | Charlie                            | episódio: "Pay the Two Dollars"                              |
| 1964      | My Favorite Martian                           | Omar M. Keck                       | episódio: "The Disastro-Nauts"                               |
| 1964–67   | Gilligan's Island                             | Jonas "The Skipper" Grumby         | 98 episódios                                                 |
| 1966      | Gunsmoke                                      | Bull Bannock                       | episódio: "Champion of the World"                            |
| 1967      | Batman                                        | Gilligan                           | episódio: "The Ogg and I" Uncredited                         |
| 1967      | Hondo                                         | Ben Cobb                           | episódio: "Hondo and the Death Drive"                        |
| 1968      | Daktari                                       | Big Joe Wonder                     | episódio: "African Showdown"                                 |
| 1969      | Green Acres                                   | Sheriff                            | episódio: "A Prize in Every Package"                         |
| 1969      | The Flying Nun                                | Tio Reggie Overton Perkins         | 2 episódios                                                  |
| 1969      | The Good Guys                                 | Big Tom                            | 3 episódio                                                   |
| 1970      | The Andersonville Trial                       | Conselheiro do juiz militar        | Filme para televisão                                         |
| 1970      | Ironside                                      | Laurence Drescher                  | Episódio: "The People Against Judge McIntire"                |
| 1971      | Alias Smith and Jones                         | Andrew J. Greer                    | Episódio: "The Girl in Boxcar #3"                            |
| 1971      | The Doris Day Show                            | Charlie Dinser                     | Episódio: "Have I Got a Fellow for You!"                     |
| 1971      | O'Hara, U.S. Treasury                         |                                    | Episódio: "Operation: Moonshine"                             |
| 1973      | McMillan & Wife                               | Port Captain                       | Episódio: "The Fine Art of Staying Alive"                    |
| 1974–75   | The New Adventures of Gilligan                | The Skipper (Voz)                  | 24 Episódios                                                 |
| 1975      | The Wonderful World of Disney                 | Cholly                             | 2 Episódios                                                  |
| 1978      | Rescue from Gilligan's Island                 | The Skipper                        | Filme para televisão                                         |
| 1979      | The Castaways on Gilligan's Island            | The Skipper                        | Filme para televisão                                         |
| 1979      | ABC Weekend Special                           | Mayor                              | Episódio: "The Revenge of Red Chief"                         |
| 1979      | The Littlest Hobo                             | Harry                              | Episódio: "Stand-in"                                         |
| 1980      | Fantasy Island                                | Juiz Winston                       | Episode: "Rogues to Riches/Stark Terror"                     |
| 1981      | The Harlem Globetrotters on Gilligan's Island | The Skipper                        | Filmes para televisão                                        |
| 1982–83   | Gilligan's Planet                             | The Skipper (Voz)                  | 13 Episódios                                                 |
| 1983      | Matt Houston                                  | Rawson Harmon IV                   | Episódio: "The Yacht Club Murders"                           |
| 1986      | Murder, She Wrote                             | Fenton Harris                      | Episódio: "Trial by Error"                                   |
| 1986      | Magnum, P.I.                                  | Russell Tate                       | Episódio: "All Thieves on Deck"                              |
| 1987      | Simon & Simon                                 | Silk McNabb                        | Episódio: "For Old Crime's Sake"                             |
| 1987      | ALF                                           | Skipper                            | Episódio: "Somewhere Over the Rerun"                         |
| 1987      | Growing Pains                                 | The Cabbie                         | Episódio: "This Is Your Life"                                |
| 1988      | The Law & Harry McGraw                        |                                    | Episódio: "Gilhooey's Is History"                            |